# Jazz olandese
Il jazz olandese si riferisce alla musica jazz dei Paesi Bassi. Gli olandesi hanno tradizionalmente una vivace scena jazz come mostrato dal North Sea Jazz Festival e da altri locali.

## Storia

### Primo periodo
Nei Paesi Bassi il jazz iniziò intorno al 1919-1921. Nei primi anni trenta Paul Whiteman e Duke Ellington si esibirono nella nazione suscitando ulteriore interesse. Verso la fine degli anni '30 il gruppo jazz olandese The Ramblers si esibì con Coleman Hawkins tra gli altri. L'AVRO ingaggiò l'olandese Dick Willebrandts tra il 1937 e il 1940 come pianista con l'AVRO Dance Orchestra, il cui direttore era il clarinettista Hans Mossel. Willebrandts scrisse anche arrangiamenti per l'AVRO Dance Orchestra.
C'era ancora un certo disagio con i jazz club e la paura che i musicisti potessero corrompere le donne olandesi. In aggiunta a ciò, il personale era spesso del Suriname e a volte entravano in gioco aspetti razziali. I club avevano anche musicisti del Suriname come Teddy Cotton.

### L'occupazione e la seconda guerra mondiale
In un primo momento il jazz nei Paesi Bassi non fu frenato dall'occupazione della Germania nazista. Nel 1940 gli Stati Uniti non erano ancora in guerra con la Germania, quindi alla musica fu concessa una certa libertà. Però le restrizioni sui musicisti ebrei ebbero qualche effetto e indussero i Ramblers a licenziare diversi musicisti. In alcuni casi, tuttavia, a questo punto i musicisti jazz olandesi aiutarono la propaganda nazista.
Nel marzo 1941 i nazisti assunsero il controllo della radio olandese e la AVRO Dance Orchestra fu costretta a sciogliersi. Willebrandts poté però continuare ad esibirsi per la radio olandese. Nel 1942 riuscì a formare una big band, Dick Willebrandts and His Dance Orchestra, che divenne una delle big band jazz più popolari nei Paesi Bassi. Le registrazioni furono fatte dalla Decca Records, l'etichetta che ha anche sponsorizzato le sue tournée di concerti nei Paesi Bassi.
La situazione iniziò a deteriorarsi nel 1941, quando la guerra con l'Unione Sovietica e poi con gli Stati Uniti portò all’introduzione di restrizioni. All'inizio questo li limitava a esibirsi nei teatri e proibiva nomi in lingua inglese per le band. Col tempo ai gruppi fu proibito di usare la parola "jazz" e le restrizioni crebbero severe. In alcuni casi i musicisti si adattarono passando alla musica polinesiana, ma nel caso dei musicisti ebrei la vita divenne pericolosa. Successivamente ci sarebbero state anche repressioni nei confronti dei musicisti jazz del Suriname in quanto "non-ariani".

### Dopoguerra
I musicisti jazz olandesi riflettevano gli americani prima della guerra e questo continuò a vari livelli fino alla fine degli anni '50. Negli anni '70 il jazz guadagnò consensi a Rotterdam, Amsterdam e finanziamenti governativi. Da allora molti musicisti jazz scelgono i Paesi Bassi come luogo in cui studiare o stabilirsi. Ne sono esempi Sean Bergin, Cab Kaye, Wilbur Little e Michael Moore.

### Stili
Il jazz olandese comprende vari stili, sebbene l'avanguardia e il free jazz europeo siano stati significativi negli ultimi decenni. Oltre al trad jazz e allo smooth jazz, quest'ultimo forse esemplificato da Candy Dulfer, ha molti aderenti. I Paesi Bassi sono anche la patria di Stochelo Rosenberg, una delle figure viventi di spicco del jazz gitano.
Il VPRO/Boy Edgar Award è un premio jazz olandese. Questo premio viene assegnato a un individuo che deve aver dato un contributo significativo alla scena jazz olandese per un periodo di tempo significativo. Nel 2008 il premio è stato assegnato a Pierre Courbois.

## Musicisti
- Rob Agerbeek - pianista
- Peter Beets - pianista
- Han Bennink - percussionista
- Bert Boeren - trombonista
- Michiel Borstlap - pianista e compositore
- Michiel Braam - pianista e bandleader
- Willem Breuker - Bandleader e sassofonista
- Bert van den Brink - pianista e compositore/arrangiatore
- Glenn Corneille - pianista
- Pierre Courbois - batterista
- Hans Dulfer - sassofonista
- Candy Dulfer - sassofonista (Hans Dulfer's daughter)
- Max Geldray - armonica, commedia
- Hein van de Geyn - contrabbassista
- Maarten van der Grinten - chitarrista
- Richard Hallebeek - Jazz-fusion
- Benjamin Herman
- Jasper van 't Hof - pianista e bandleader
- John Hondorp - organista
- Yuri Honing - sassofonista
- Ilse Huizinga - cantante
- Wessel Ilcken - batterista
- Eric Ineke - batterista
- Greetje Kauffeld - cantante
- Tim Kliphuis - violinista
- Frits Landesbergen - batterista
- Erik van der Luijt - pianista
- Rob Madna - pianista e compositore/arrangiatore
- Willem van Manen - trombonista, compositore, Big bandleader
- Johnny Meijer - fisarmonicista (folk e jazz)
- Misha Mengelberg - pianista e compositore
- Hans Mossel - clarinettista, sassofonista e bandleader
- Piet Noordijk - sassofonista
- Wim Overgaauw - chitarrista
- Tony Overwater - bassista
- Lodewijk Parisius - olandese/Surinamese sassofonista tenore
- Rita Reys - cantante
- Ernst Reijseger - violoncellista
- Han Reiziger - pianista
- Marc van Roon - pianista
- Toon Roos - sassofonista
- Stochelo Rosenberg - chitarrista
- Jesse van Ruller - chitarrista
- Paulus Schäfer- chitarrista
- Marzio Scholten - chitarrista
- Cees Slinger - pianista
- Jelle van Tongeren - violinista
- Joe Vanenkhuizen - fisarmonicista, sassofonista e compositore
- Nelly Verschuur - cantante
- Eric Vloeimans - trombettista
- Wolter Wierbos - trombonista
- Dick Willebrandts - pianista e big bandleader
- Diederik Wissels - pianista

### Bande
- Amsterdam Jazz Quintet - Jazz Moderno
- Bik Bent Braam - Big Band sperimentale
- Clusone Trio - Jazz moderno, libera improvvisazione
- Dick Willebrandts e la sua orchestra da ballo
- Dutch Swing College Band - ripresa del Dixieland
- New Cool Collective - Vincitori del Premio Edison[4]
- Johnny & Jones
- The Ploctones
- The Ramblers - La prima jazz band olandese e la big band sopravvissuta più a lungo secondo il Guinness World Records
- Rosenberg Trio
- The Skymasters - Big band degli anni '40
- Tzigane Swing - Orchestra jazz studentesca
- Nillihc - acid jazz
- MARUTYRI - jazz fusion